# 1894 Haffner
1894 Haffner (1971 UH) là một tiểu hành tinh vành đai chính được phát hiện ngày 16 tháng 10 năm 1971, bởi Kohoutek, L. ở Bergedorf.